# أنطونيو دي بيترو
أنطونيو دي بيترو (بالإيطالية: Antonio Di Pietro) (و. 1950  م) هو سياسي، ومدع، وقاضي، ومحامي إيطالي.

## مناصب
تولى منصب Italian Minister of Infrastructures ‏ (17 مايو 2006–8 مايو 2008)
- عضو في البرلمان الأوروبي (20 يوليو 2004–27 أبريل 2006)[3]
- عضو في البرلمان الأوروبي (20 يوليو 1999–19 يوليو 2004)[3]
- وزير الأشغال العامة (17 مايو 1996–21 نوفمبر 1996)
- عضو مجلس الشيوخ الإيطالي
- عضو مجلس النواب في الجمهورية الإيطالية.

## التعليم
تعلم في جامعة ميلانو.

## وصلات خارجية
- أنطونيو دي بيترو على موقع IMDb (الإنجليزية)
- أنطونيو دي بيترو على موقع الموسوعة البريطانية (الإنجليزية)
- أنطونيو دي بيترو على موقع مونزينجر (الألمانية)
- أنطونيو دي بيترو في قاعدة بيانات الأفلام على الإنترنت